# Ленинградская пейзажная школа. 1930—1940-е годы (книга)
«Ленинградская пейзажная школа. 1930—1940-е годы» — книга кандидата искусствоведения А. И. Струковой, посвящённая творчеству группы ленинградских художников 1930-х — первой половины 1940-х годов в жанре камерного городского пейзажа.

## История создания
Книга «Ленинградская пейзажная школа. 1930—1940-е годы» создавалась в процессе обобщения и развития материала кандидатской диссертации, защищённой автором на ту же тему в 2008 году. Иконографической основой исследования стали живописные и графические работы из частных московских коллекций и некоторых музейных собраний, в основной массе малоизвестные или неизвестные широкому кругу специалистов и любителей искусства. Их описание и вовлечение в научный оборот можно отнести к главным достоинствам книги.

## Содержание книги
Книга включает введение, пять персональных глав, посвящённых творчеству и наследию отдельных художников, заключение и раздел воспоминаний, а также список использованной литературы. Каждая из персональных глав имеет альбомную часть с репродукциями работ. Использованы редкие фотоматериалы эпохи преимущественно из семейных архивов. 

### Введение
Во введении автор в общих чертах обрисовывает предмет, изучению которого посвящена книга («так называемая ленинградская пейзажная школа 1930-1940-х годов» - понятие, предложенное автором книги), круг художников, избранные временные рамки. Здесь же даётся конспективный обзор некоторых источников, начиная с 1935 года, в которых ранее отмечалось творчество указанных художников в жанре городского пейзажа, влияние на них французской живописи. Кратко упоминается мнение М. Ю. Германа о необоснованности употребления термина «ленинградская школа» применительно к творчеству указанного круга ленинградских художников, аргументацию которого А. Струкова «не считает убедительной». В заключении автор называет ряд нерешённых искусствоведческой наукой проблем, побудивших её обратиться к своему исследованию. Среди них на первое место она ставит отсутствие до сих пор «единого исследования о ленинградской школе городского пейзажа в целом».

### Ленинградская пейзажная школа: «предлагаемые обстоятельства», истоки, черты
В первой главе автор конспективно освещает изменения, происходившие в 1920-1930-е годы в отношении к пейзажному жанру в связи с некоторыми общими проблемами состояния и развития изобразительного искусства Ленинграда и СССР. Эти изменения прослеживаются по экспозициям крупнейших советских художественных выставок тех лет: «Художники РСФСР за 15 лет» (1932), «Индустрия социализма» (1939).
А. Струкова называет А. Е. Карева и О. Э. Браза двумя главными фигурами, стоявшими, по её мнению, у истоков формирования «ленинградской пейзажной школы». По мнению автора, они могли влиять на художников, объединённых ею в понятие «ленинградской пейзажной школы», не только благодаря представленным на выставках работам или изложению своих принципов в искусстве, но и как учителя «многих интересующих нас мастеров».
Наряду с художниками — «маркистами» А. Струкова называет имена других известных ленинградских живописцев и графиков, отмеченных критикой за произведения в жанре городского пейзажа, но не относимых ею к «ленинградской пейзажной школе 1930-х — первой половине 1940-х годов». Среди них Н. И. Дормидонтов, Г. С. Верейский, С. А. Павлов, А. М. Романов, В. А. Власов, А. П. Остроумова-Лебедева, Д. Е. Загоскин, А. Ф. Пахомов, В. В. Воинов, А. Н. Самохвалов, Д. И. Митрохин, В. М. Конашевич, В. В. Лебедев.
В связи с «до конца не ясной проблемой» истоков формирования ленинградской пейзажной школы А. Струкова останавливается на связи части её представителей с Академией художеств и известным ленинградским творческим объединением «Круг художников» (1926—1932), на влиянии современной французской живописи, испытанном ведущими представителями «школы» и обыгранного современниками в ироничном определении «ленинградские маркисты», на соотношении живописи и графики в их творчестве, а также на проблеме «законченности» произведения.
Струкова не раскрывает оснований выделения из числа ленинградских живописцев и графиков — членов Ленинградского Союза советских художников, работавших в 1930-е годы в жанре пейзажа, именно этого круга мастеров в особую «ленинградскую пейзажную школу 1930-х — первой половины 1940-х годов», оставляя этот ключевой вопрос открытым и предлагая принимать утверждение автора как некую данность. «При сравнении с другими художественными явлениями, одновременными ленинградской пейзажной школе, — заключает главу автор, — отчётливо выступает её специфика, её собственное художественное лицо. Однако этот феномен складывался в результате деятельности значительного количества отдельных мастеров, каждый из которых прошёл свой путь к унифицированному стилю школы 1930-х годов, и в те же 1930-е каждый имел свой почерк и круг разрабатываемых проблем».

### Владимир Гринберг
Вторая глава книги (первая персональная) — «Владимир Гринберг — пейзажист. Произведения 1910 — начала 1940-х годов» — посвящена творчеству Владимира Ариевича Гринберга (1896-1942). Наследие художника, в отличие от большинства других его современников, сохранилось до наших дней исключительно полно, это даёт исследователю возможность скрупулёзно проследить эволюцию творчества Гринберга. Автор отмечает, что к жанру пейзажа и городского камерного пейзажа в частности Гринберг обращается довольно поздно, с 1932 года. До того ведущим жанром в творческих поисках художника оставался портрет («М. Фрунзе на коне», 1925, «Автопортрет», 1929, «Портрет отца», 1930). В жанре пейзажа, по словам автора,  известно только одно произведение («Романтический пейзаж»), исполненное художником в 1924 году «в переходной манере». Тем не менее, Струкова называет Гринберга «одним из главных представителей и основоположников» «ленинградской пейзажной школы».
С 1934 года Гринберг включается в написание работ по договорам с Ленинградским Союзом советских художников (очевидно здесь у автора неточность, поскольку договора с художниками заключал не ЛССХ, а кооперативное товарищество ЛЕНИЗО), членом которого он состоял (как и другие четырнадцать художников, причисляемых Струковой к «школе»). Так родилась его серия пейзажей, объединённых названием «Новый Ленинград». В дальнейшем большинство написанных Гринбергом пейзажей, по мнению Струковой, можно объединить в группы произведений, посвящённых одной теме. Такими темами стали, по её мнению, «Парки», «Морские пейзажи» (морские виды Гурзуфа, Геленджика, Финского залива), «Нева».
Известно, что жизнь В. Гринберга оборвалась в феврале 1942 года в блокадном Ленинграде. Его последними (не сохранившимися) работами стали пять пейзажей с видами зимнего Ленинграда, представленные художником на 1-ю блокадную выставку в январе 1942 года в залах ЛССХ. По мнению Струковой, «поиск адекватного художественного выражения своего чувства, а не слабость собственной индивидуальности перед иными влияниями заставил Гринберга пройти путь от школы рисунка Александра Яковлева до свободной «матиссовской» живописи поздних полотен».

### Николай Лапшин и Александр Ведерников
Третья глава книги посвящена творчеству Н. Ф. Лапшина (1891-1942) и А. С. Ведерникова (1898-1975). Обоих автор относит к «основным фигурам ленинградской пейзажной школы». Как и Гринберг, Н. Лапшин не получил законченного профессионального художественного образования, занимаясь в частных студиях. Своим учителем он называл А. Марке, именно обратившись к его опыту Лапшин в 1930-е годы, по мнению автора, выработал «свою художественную манеру». «Последователями Марке» называет Лапшин себя и Ведерникова в автобиографических записках 1941 года.
Его ленинградские акварели посвящены исключительно изображению старого центра города. «Пожалуй, - отмечает Струкова, - он был единственным пейзажистом ленинградской школы, который так и не обратился к теме «нового строительства», к созданию образа советского Ленинграда». Любимыми «моделями» Лапшина были Казанский собор, здание Думы на Невском проспекте, Сенная площадь, Александровский сад, Исаакиевская площадь. Помимо акварели, Лапшин работал в технике литографии и масляной живописи, которую Струкова называет «относительно несамостоятельной частью его наследия».
А. Ведерников учился в художественном техникуме в Нижнем Новгороде, затем в ленинградском ВХУТИНе у О. Э. Браза и А. Е. Карева. В 1928-1930 годах состоял членом «Круга художников», но, по выражению А. Русакова, являлся «не очень типичным круговцем». Вид из окна его мастерской на Тучков мост и набережную Невы, на Петроградскую сторону стали сюжетом большинства его ленинградских пейзажей. По признанию Н. Лапшина, дружба с Ведерниковым и творчество последнего оказали на него большое влияние.
Война и блокада, по мнению автора, стали рубежом в искусстве Ведерникова. По некоторым сведениям, большая часть его живописных произведений погибла в блокаду. Струкова полагает, что «Ведерников пережил своё любимое время, которое осталось в 1930-х годах, возможно, он постепенно отказался от темы ленинградского пейзажа именно потому, что она напоминала ему о прошлом. С 1950-х годов он переносит свои декоративные поиски в жанр ню, портрета и натюрморта».

### Николай Тырса и Алексей Успенский
Темой четвёртой главы стало творчество Н. А. Тырсы и А. А. Успенского.  По мнению автора, Н. А. Тырса (1887-1942) — пожалуй, самый известный из художников «ленинградской пейзажной школы». Однако, признаёт Струкова, известен он не столько как пейзажист, а прежде всего как рисовальщик, иллюстратор и литограф, а также как педагог и член всяческих художественных советов.
Тырсу и А. А. Успенского (1892—1941) связывали многолетние дружеские отношения, однако, в отличие от своего известного друга, творчество Успенского оказалось практически полностью забытым. Причина тому, по мнению автора — полное отсутствие персональных выставок и публикаций о его творчестве и неизвестность специалистам его произведений вплоть до недавнего времени, когда рисунки и акварели художника, сохранённые в семье наследников Н. Тырсы, были переданы в Вологодскую областную картинную галерею. Опираясь на воспоминания художников и доступные произведения, Струкова воспроизводит творческий и жизненный путь Успенского, характеризуя его как интересного мастера декоративно-прикладного искусства, педагога, «немного живописца, больше графика», обладающего даром «декоративности».

### Пейзаж в творчестве мастеров «Круга художников»
В пятой главе книги Струкова обращается к характеристике творчества той части выделяемых ею представителей «ленинградской пейзажной школы 1930-х — первой половины 1940-х годов», которые ранее состояли членами ленинградского объединения «Круг художников» (1926-1932). «Многие члены общества работали в жанре пейзажа, причём, начиная с 1930-х годов, предпочитали исключительно этот жанр», - пишет автор. К ним она относит А. И. Русакова, Г. Н. Траугота, Я. М. Шура,  В. В. Пакулина, А. П. Почтенного и Н. Д. Емельянова. Эти художники, по мнению Струковой, составляли отдельную группу внутри «ленинградской пейзажной школы», в целом состоявшей по её оценке из 15 человек.
Выделим высказывание Струковой об А. Русакове, который, как и большинство представителей «школы» (исключая части «круговцев»), хотя и не получил законченного профессионального художественного образования, но дольше других занимался в Академии у Н. Н. Дубовского, Д. Н. Кардовского, О. Э. Браза. «Этот человек (заметим в том числе, глуховатый от природы, что затрудняло общение и способствовало, вероятно, его внутренней замкнутости), - пишет Струкова о Русакове, - шёл собственным путём, не глядя по сторонам и не рассуждая. Его искусство кажется стихийным и полностью основанном на природном живописном даре…. Благодаря этой самозамкнутости и преобладанию исключительного живописного дара, в целом малосвойственного ленинградским пейзажистам, которые никогда не опирались только на стихийную живописность, искусство Русакова занимает обособленное положение. Сам вопрос о том, следует ли относить его к художникам ленинградской пейзажной школы, трудно решить однозначно. Однако если не пытаться излишне схематизировать картину развития школы, не определять достаточное или недостаточное количество необходимых признаков в искусстве её представителей, то разговор об Александре Русакове в связи с этим явлением необходим».
Это замечание Струковой важно в связи с её заочной полемикой с известным искусствоведом М. Германом, автором монографии о творчестве А. Русакова, по поводу обоснованности использования понятия «ленинградская пейзажная школа 1930-х — первой половины 1940-х годов», которую Струкова обозначила во введении в книгу.
Уделив значительное внимание творчеству В. Пакулина и, в частности, его блокадным пейзажам, Струкова называет их появление «своего рода чудом». «Именно тогда, когда ведущие мастера ленинградской пейзажной школы умерли почти одновременно, и эта линия в искусстве неожиданно пресеклась, серия Пакулина стала эпилогом, эффектным концом её существования».

### Заключение
Подводя итог, Струкова называет «комплекс причин», обусловивших, на её взгляд, единство «ленинградской пейзажной школы» в том составе художников, каким он автором подаётся в книге. Среди них она называет ориентацию художников «на реализм», первостепенное внимание, уделяемое ими решению формальных задач живописи, а также ориентацию на сочинение пейзажа, а не на работу с натуры. Такие критерии представляются весьма расплывчатыми и позволяют отнести к «ленинградской пейзажной школе» большинство из более чем двухсот живописцев и графиков, состоявших членами Ленинградского Союза советских художников к началу 1940-х годов. Вместе с тем этим критериям не отвечает и часть художников, причисляемых самим же автором к «школе», поскольку те же В. Пакулин и А. Русаков, по утверждению самой Струковой, писали свои пейзажи исключительно с натуры. 
Ничем не подтверждается и вывод Струковой о том, что к середине 1930-х годов все названные художники «осознают себя частью школы». Автор признаёт, что рассматриваемые ленинградские художники образцами для себя выбирают французских художников во главе с Марке и «постоянно подчёркивают стилистическую и образную преемственность по отношению к их творчеству».
В качестве единственных продолжателей традиции «ленинградской пейзажной школы 1930-х — первой половины 1940-х годов» Струкова называет художников ленинградского андеграунда — «арефьевцов» и «митьков».

### Воспоминания о художниках
В разделе собраны в основном ранее не публиковавшиеся воспоминания Г. А. Гринберга (брата художника), художников В. А. Власова, Н. Ф. Лапшина, А. С. Ведерникова, стенографические отчёты обсуждений выставок и вечеров воспоминаний, проходивших в Ленинградском Союзе художников в разные годы и содержащие дополнительный ценный материал для изучения жизни и творчества представленных в книге художников.

## Иконография
Книга не имеет списка иллюстраций, что затрудняет поиск и систематизацию представленного обширного изобразительного материала. В общей сложности в книге помещены репродукции 130 работ 8 художников, то есть лишь половины из заявленного во введении состава «школы». Из поимённого списка членов «школы» не представлены ни работами ни даже текстом Б. Н. Ермолаев, братья Виктор Прошкин и Анатолий Прошкин, Г. Н. Траугот, Я. М. Шур и самые известные члены «школы» - её «основоположник» А. Е. Карев и А. Ф. Пахомов (1900-1973), народный художник СССР, лауреат Сталинской (1946) и Государственной премии СССР (1973), действительный член АХ СССР.
Среди представленных в книге работ 82 относятся к живописи и 48 к графике. Из общего числа опубликованных в книге работ 69 взяты из частных собраний, 44 находятся в музейных собраниях, ещё 17 — у наследников. Представлены 23 работы из собрания И. И. Галева, владельца московской художественной галереи и издательства «Галарт», напечатавшего книгу, 22 работы из собрания Р. Д. Бабичева, 2 — из собрания Ю. М. Носова и ещё 22 из прочих частных собраний.

## Об авторе
Струкова Александра Ивановна, кандидат искусствоведения (2009), старший научный сотрудник Государственного института искусствознания (Москва), сектор «Русского искусства Нового и Новейшего времени». Окончила истфак Санкт-Петербургского государственного университета по специальности искусствоведение (1999). В 2008 году защитила диссертацию на соискание учёной степени кандидата искусствоведения на тему «Ленинградская пейзажная школа и её мастера. 1930-е — первая половина 1940-х годов». Сфера научных интересов — русское искусство XX века.

## Критика
В рецензии и встречающихся высказываниях о книге ей даётся в целом положительная оценка. И. Н. Карасик сам факт появления книги Струковой расценивает как «симптом обнадёживающих перемен в нашем искусствознании». Она относит его к процессу «реабилитации камерного слоя искусства 1930-х», начинающегося «с накопления и инвентаризации фактов, с предъявления забытых или утративших актуальность имён, с восстановления творческого пути отдельных художников, с пополнения и систематизации корпуса их произведений», относя эту работу к безусловным заслугам автора и к главным достоинствам книги.
Вместе с тем высказываются и критические замечания. Они касаются состава и иерархии имён, причисляемых автором к «школе», позиции Струковой в заочном споре с оппонентами, оспаривающими существование «ленинградской школы 1930-х годов» как особого целостного явления, терминологической непоследовательности. Так, И. Карасик указывает на недостаточную обоснованность выстраивания в книге иерархии имён, при которой В. Гринберг был поставлен автором «на первое место не только по порядку, но и по значению». Она же полагает, что автору стоило раскрыть суть позиции М. Ю. Германа, поставившего под сомнение правомерность применения термина «ленинградская пейзажная школа» к данному кругу художников, а не ограничиваться простой ссылкой.
А. Струкова, в частности, пишет: «Определение «ленинградская пейзажная школа» употреблялось до 1989 года, пока его правомерность не была поставлена под сомнение в монографии М. Ю. Германа об Александре Русакове. Не считая аргументацию Германа убедительной, автор полагает, что назрела необходимость обозначить целостное явление в искусстве с помощью единого термина, который позволил бы избавиться от утомительного перечисления одних и тех же имён художников, переходящих из статьи в статью. Сомнения в существовании школы возникают из-за недостаточной изученности творчества отдельных мастеров, а также культурной ситуации, сложившейся в Ленинграде в 1930-е годы». К сожалению, далее Струкова не приводит ни самих аргументов авторитетного специалиста, ни их критики.
Между тем высказывание М. Ю. Германа — важное развёрнутое критическое мнение по этому вопросу. В конце 1980-х годов в монографии о А. И. Русакове, известный искусствовед М. Ю. Герман так писал по этому поводу: «Ленинградский пейзаж Русакова 1930-х годов, казалось бы, естественным образом вписывается не только в искания и лучшие находки «Круга», но и в то художественное явление, которое скорее по традиции, нежели с аргументированным основанием, называют «ленинградской школой». Об этой проблеме следует сказать особо. Рядом с Русаковым и одновременно с ним работают превосходные тонкие мастера пейзажа, тесно связанные с ленинградской темой, часто обращающиеся к близким мотивам и даже близким сюжетам, мастера, испытавшие почти те же влияния, прошедшие схожую школу, художники, отмеченные близостью к интеллигентной, хорошего вкуса, сдержанной до аскетизма «петербургской традиции». Об этой традиции, даже о самом её существовании много спорили, но игнорировать её существование бессмысленно — сами споры свидетельствуют о том, что предмет для них существует. В это понятие входят и комплекс мотивов, облагороженный спецификой строгого петербургского зодчества и сдержанностью северной природы, и мирискуснические тенденции, и некая сдержанность, традиционно противопоставляемая московской колористической щедрости. Можно ли, исходя из сказанного, говорить о «ленинградской школе» 1930-х годов? Как о цельном, концентрированном явлении с общими корнями, принципами и целями — едва ли. Художники, о которых идёт речь, — Лапшин, Ведерников, Тырса, Карев, Гринберг, Верейский, Остроумова-Лебедева, Пакулин, Успенский и другие, — не все были единомышленниками; многие из них едва были знакомы, а то, что порой роднило их работы, лежало скорее не в сути их индивидуальностей, но в атмосфере петроградско-ленинградской художественной культуры, «омывавшей», так сказать, их внутренние миры, но не определявшей их. Конечно, интерес к традиции новой французской школы, немногословие при внутренней насыщенности, культура неизменно сдержанного колорита — это было у многих из них. Разумеется, можно отыскать прямую близость мотивов, скажем, у Русакова и Ведерникова, даже почувствовать у обоих реминисценции Марке, но впечатление это будет совершенно поверхностным и останется скорее в области схожих сюжетов и степени лаконизма».
Известно и мнение ленинградских искусствоведов В. А. Гусева и В. А. Леняшина по этому вопросу, изложенное в журнале «Художник» ещё в 1977 году, а затем в книге «Изобразительное искусство Ленинграда» (1981): «Встречались и встречаются попытки закрепить понятие «ленинградская школа» за каким-то, пусть очень важным, но всё же фрагментом творчества ленинградских художников — то за живописью мастеров «Круга», то за скульптурой А. Матвеева и его последователей, то за ленинградской книжной иллюстрацией. Это действительно непререкаемые ценности. И всё-таки «ленинградское искусство» — понятие более ёмкое, многомерное, основанное на внутреннем творческом взаимодействии явлений, самых разных по масштабу, интонации, характеру. В нём сливаются мощная, набатная гражданственность, острая публицистика и тихий лиризм, решения сложные, порой экспериментальные и ясные, традиционные. В этом понятии — единство художников разных поколений. Это тесная преемственность, неуклонное движение вперёд. Движение неторопливое, неспешное, но уверенное, основанное на высоком понимании искусства».
В диссертации 2008 года А. Струкова ссылается на критическое мнение другого известного петербургского искусствоведа С. М. Даниэля, изложенное им в статье «Вокруг Круга» в каталоге выставки «На берегах Невы. Живопись и графика ленинградских художников 1920-1930-х годов. Из московских частных коллекций», проходившей весной 2001 года в Москве в ГМИИ им. А. С. Пушкина. По словам А. Струковой, книга А. И. Морозова («Конец утопии: Из истории искусства в СССР 1930-х годов». М., 1995. С. 199.) стала последней серьёзной публикацией, где по отношению к рассматриваемому кругу художников был использован термин «школа». «По-видимому, — пишет далее Струкова, — он был изгнан из научного оборота, после того как в статье „Вокруг «Круга»“ С. М. Даниэль „солидаризировался“, по его собственному выражению, с мнением М. Ю. Германа о том, что Лапшин, Ведерников, Тырса, Карев, Гринберг, Верейский, Остроумова-Лебедева, Пакулин, Успенский „едва были знакомы“, а стилистическая близость их произведений коренится в „атмосфере петроградско-ленинградской художественной культуры и влияниях «новой французской школы»“». Там же Струкова ссылается и на призыв С. М. Даниэля «не схематизировать историческую реальность». «Не настаивая именно на этом термине — «ленинградская пейзажная школа», — соглашается с его критиками А. Струкова, — мы считаем, что необходимость как-то обозначить достаточно целостное явление назрела».
Известно и мнение искусствоведов В. А. Гусева и В. А. Леняшина в отношении круга мастеров ленинградского пейзажа, сформулированное ими ещё в 1977 году в статье «Искусство Ленинграда» (журнал «Художник», 1977, № 4) в связи с большой ретроспективной выставкой «Изобразительное искусство Ленинграда» в Москве, на которой экспонировались произведения ленинградских мастеров пейзажного жанра, охватывающие период за 60 лет. По их мнению, о ленинградском пейзаже мы говорим «не только тогда, когда видим на полотне черты города-музея, когда узнаём великолепную строгость проспектов, спокойную гладь Невы, бережно несущей отражение бесценных памятников, и словно прислушиваемся к негромкой мелодии белых ночей. Но и в тех случаях, когда воплощается контакт с чистой природой, как в пейзажах П. Фомина, И. Савенко, В. Звонцова, Ю. Подляского, И. Варичева, Ф. Смирнова. Разные это художники, различны излюбленные ими мотивы и способы выражения. Но объединяет их Ленинград, город, в котором формировался их талант».
Сходной позиции в вопросе возникновения и круга представителей ленинградской школы живописи придерживается член-корреспондент РАХ В. Т. Богдан. В статье «Академия художеств 1920-е начало 1930-х», опубликованной в журнале «Третьяковская галерея», она пишет: «В 1934 году созданную в Ленинграде Всероссийскую академию художеств возглавил мастер живописи И. И. Бродский, ученик И. Е. Репина, воспитанник Императорской Академии художеств. Началось активное формирование ленинградской школы живописи. В её состав вошли известные художники Ю. М. Непринцев, В. М. Орешников, А. Н. Самохвалов, Е. Е. Моисеенко, А. А. Мыльников, А. И. Лактионов, З. П. Аршакуни, Г. П. Егошин и многие другие».
В вопросе о круге художников ленинградской школы живописи Е. Логвинова ссылается на статью известных петербургских искусствоведов А. Ф. Дмитренко и Р. А. Бахтиярова «Петербургская (ленинградская) художественная школа и современное искусство», в которой авторы заочно полемизируют с позицией А. Струковой. Авторы допускают одновременное сосуществование в ленинградском искусстве нескольких «школ» при обязательном понимании их иерархичности («школа», сложившаяся вокруг одного мастера, жанра понимается как часть «школы» более высокого уровня, то есть от частного к общему) и взаимных связей (общие учителя, выставки, членство в едином творческом союзе).  Творчество рассматриваемой в книге Струковой группы художников А. Дмитренко и Р. Бахтияров называют «уникальной школой ленинградского камерного пейзажа». В то же время начало 1930-х А. Дмитренко и Р. Бахтияров, как и упомянутая выше В. Богдан, называют временем «возрождения Академии художеств и самого понятия академической школы». По их мнению, в обоих случаях «во главу угла ставился уровень профессионального мастерства и художественного исполнения», при этом понимание мастерства, завершённости, гармонии могло и должно быть разным — от принятой в мастерской Бродского суховатой чёткости рисунка, выстроенности и продуманности композиционного строя, сдержанности (порою скупости) цветового решения и отсутствия выраженной, раскрепощённой манеры письма, … до лаконичности и своего рода минимализма в выборе и использовании художественных средств у ленинградских «маркистов».
Как видно из приведённых высказываний, их авторы относят к ленинградской школе живописи гораздо более широкий круг художников, нежели это предлагает в своей книге Струкова, включая в него, наряду с «маркистами», воспитанников предвоенной Академии художеств, а также большой отряд ленинградских живописцев, пришедших в искусство в послевоенные десятилетия. «Ранний период творчества В. В. Лебедева, В. И. Малагиса, В. В. Пакулина, А. Н. Самохвалова и других мастеров, бесспорно, оставил яркий след в истории нашего авангарда, - пишут А. Дмитренко и Р. Бахтияров. — Но созданное ими впоследствии также является существенным вкладом в ленинградскую школу живописи. В каждом случае при оценке отдельных течений и школы как понятия, охватывающего их многообразие, необходимо учитывать главный неизменный критерий — уровень мастерства и художественного обобщения».
Если упомянутая выше позиция М. Ю. Германа, В. А. Гусева, В. А. Леняшина, Л. В. Яковлевой, позднее К. К. Сазоновой, Н. С. Кутейниковой, В. Т. Богдан, А. Ф. Дмитренко, Р. А. Бахтиярова, разделяющих распространённую трактовку понятия «ленинградская школа живописи» как явления, объединяющего творчество нескольких поколений ленинградских художников, и подвергающих критике искусственное «закрепление» этого понятия за узкой группой художников, изложена в книгах и обзорных статьях по истории ленинградской живописи и изобразительного искусства Ленинграда, то позиция самой Струковой опирается, в основном, на высказывания из статей об отдельных художниках и их творчестве на кратком историческом отрезке времени, не могущих служить основанием для широких обобщений.